# Cantonul Lescar
Cantonul Lescar este un canton din arondismentul Pau, departamentul Pyrénées-Atlantiques, regiunea Aquitania, Franța.

## Comune
- Arbus
- Artiguelouve
- Aussevielle
- Beyrie-en-Béarn
- Bougarber
- Caubios-Loos
- Denguin
- Lescar (reședință)
- Lons
- Momas
- Poey-de-Lescar
- Sauvagnon
- Siros
- Uzein